# Сезон Швейцарської НЛБ 1952—1953
Національна ліга В 1952—1953 — 6-й чемпіонат Швейцарії з хокею (Національна ліга В), чемпіоном став клуб «Амбрі-Піотта».

## Груповий етап

### Група 1
| М. | Команда       |
| -- | ------------- |
| 1. | «Санкт-Моріц» |

### Група 2
| М. | Команда      |
| -- | ------------ |
| 1. | Амбрі-Піотта |

### Група 3
| М  | Команда         | І | В | Н | П | Ш     | О  |
| -- | --------------- | - | - | - | - | ----- | -- |
| 1. | Ла Шо-де-Фон    | 6 | 4 | 2 | 0 | 43:7  | 10 |
| 2. | Вісп            | 6 | 4 | 2 | 0 | 26:6  | 10 |
| 3. | ХК Гштад        | 6 | 2 | 0 | 4 | 16:34 | 4  |
| 4. | Рот-Бляу (Берн) | 6 | 0 | 0 | 6 | 5:43  | 0  |

Матч за 1-е місце
- Ла Шо-де-Фон — Вісп 0:4

## Фінальний раунд
| М. | Команда       | О. |
| -- | ------------- | -- |
| 1. | Амбрі-Піотта  | 6  |
| 2. | Вісп          | 4  |
| 3. | «Санкт-Моріц» | 2  |

Результати
- Вісп - «Санкт-Моріц» 3:0
- «Санкт-Моріц» - Вісп 5:3
- Вісп - Амбрі-Піотта 1:0
- Амбрі-Піотта - Вісп 4:0